# Разумовский, Георгий Петрович
Гео́ргий Петро́вич Разумо́вский (р. 19 января 1936 года, г. Краснодар, РСФСР, СССР) — советский государственный и политический деятель. Член КПСС с 1961 года.
По состоянию на 2025 год, Г. П. Разумовский является единственным ныне живущим бывшим советским политиком, входившим в состав Политбюро ЦК КПСС 1986 года.

## Биография
В 1958 году окончил Кубанский сельскохозяйственный институт. Работал агрономом.
С 1959 года на комсомольской работе (первый секретарь райкома[где?] ВЛКСМ).
С 1961 года на партийной работе — первый секретарь Кореновского райкома КПСС (1964-67 гг.), заведующий отделом организационно-партийной работы Краснодарского крайкома КПСС (1967-71 гг.).
В 1971—1973 годах — заместитель заведующего сектором, заведующий сектором Отдела организационно-партийной работы ЦК КПСС.
В 1973—1981 годах — председатель исполкома Краснодарского краевого Совета депутатов трудящихся — народных депутатов. В 1978 году присвоено воинское звание полковник запаса.
Депутат Совета Союза Верховного Совета СССР (1973—89 гг.) от Краснодарского края.
В 1981—1983 годах — заведующий аграрным отделом Управления делами Совета Министров СССР.
В 1983—1985 годах — первый секретарь Краснодарского крайкома КПСС.
В 1985—1988 годах — заведующий Отделом организационно-партийной работы ЦК КПСС.
С 6 марта 1986 года по 13 июля 1990 года — Секретарь ЦК КПСС, одновременно в 1988 году — заведующий Отделом партийного строительства и кадровой политики ЦК КПСС.
В 1988—1990 годах председатель Комиссии ЦК КПСС по вопросам партийного строительства и кадровой политики.
Член ЦК КПСС в 1986—90 гг.
Кандидат в члены Политбюро ЦК КПСС с 18 февраля 1988 года по 13 июля 1990 года.
Делегат XXIII, XXV, XXVI, XXVII, XXVIII съездов КПСС и XIX Всесоюзной конференции КПСС.
Народный депутат СССР в 1989—92 гг. Награждён орденом Ленина.
С 1990 по 1992 годы — генеральный консул СССР в Шанхае, КНР.